# Clementinum

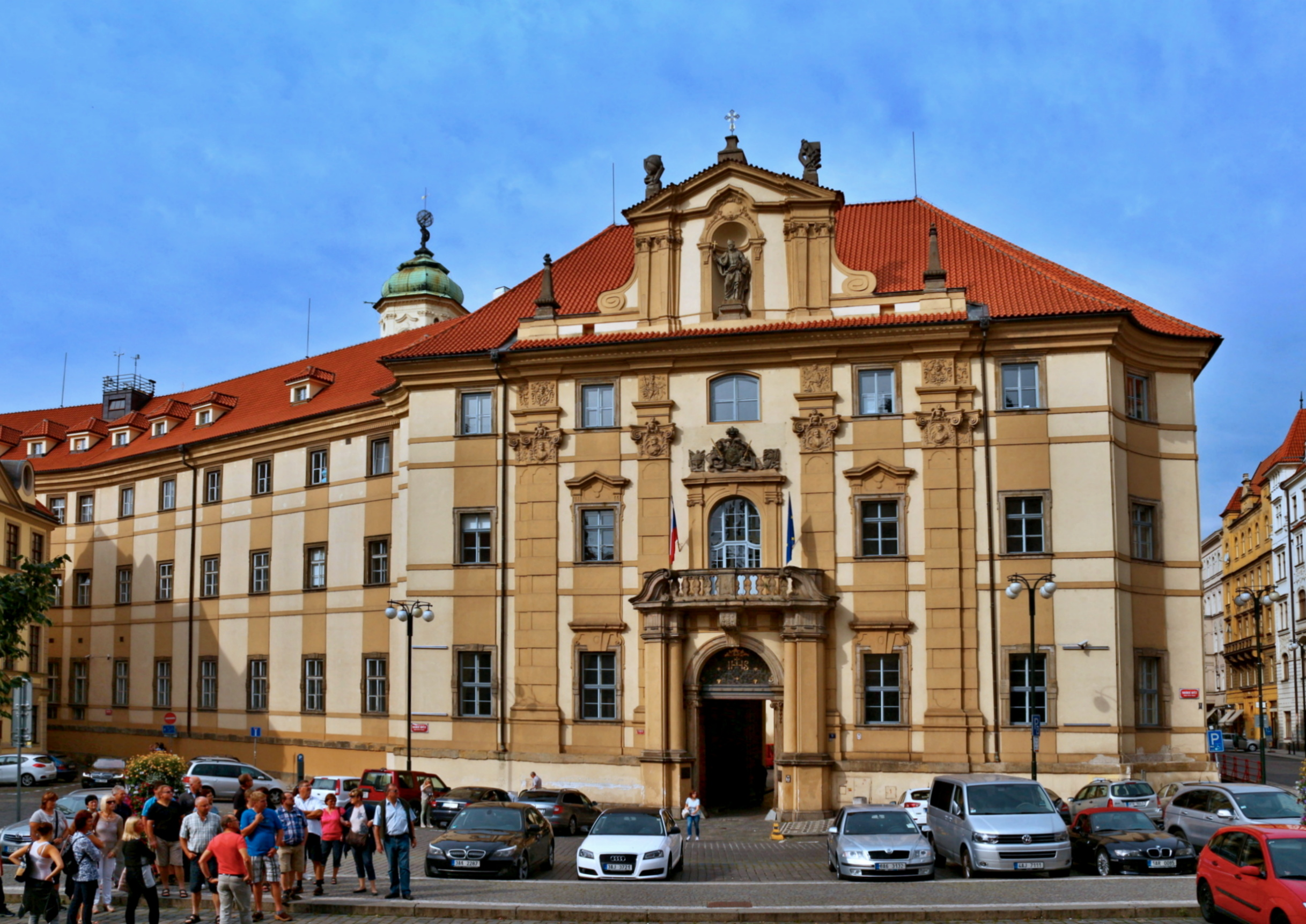
Das Clementinum (Ostseite)

Das Clementinum (tschechisch Klementinum) war ein Jesuitenkolleg in Prag. Das umfangreiche Barockgebäude liegt unmittelbar an der Karlsbrücke (bzw. ihrem Altstädter Brückenturm) in der Altstadt. Es beherbergt heute die Tschechische Nationalbibliothek sowie mehrere wissenschaftliche Institute. Der Gebäudekomplex wird seit 15. November 1995 als Nationales Kulturdenkmal Tschechiens geführt.

## Jesuitenniederlassung 1556–1773

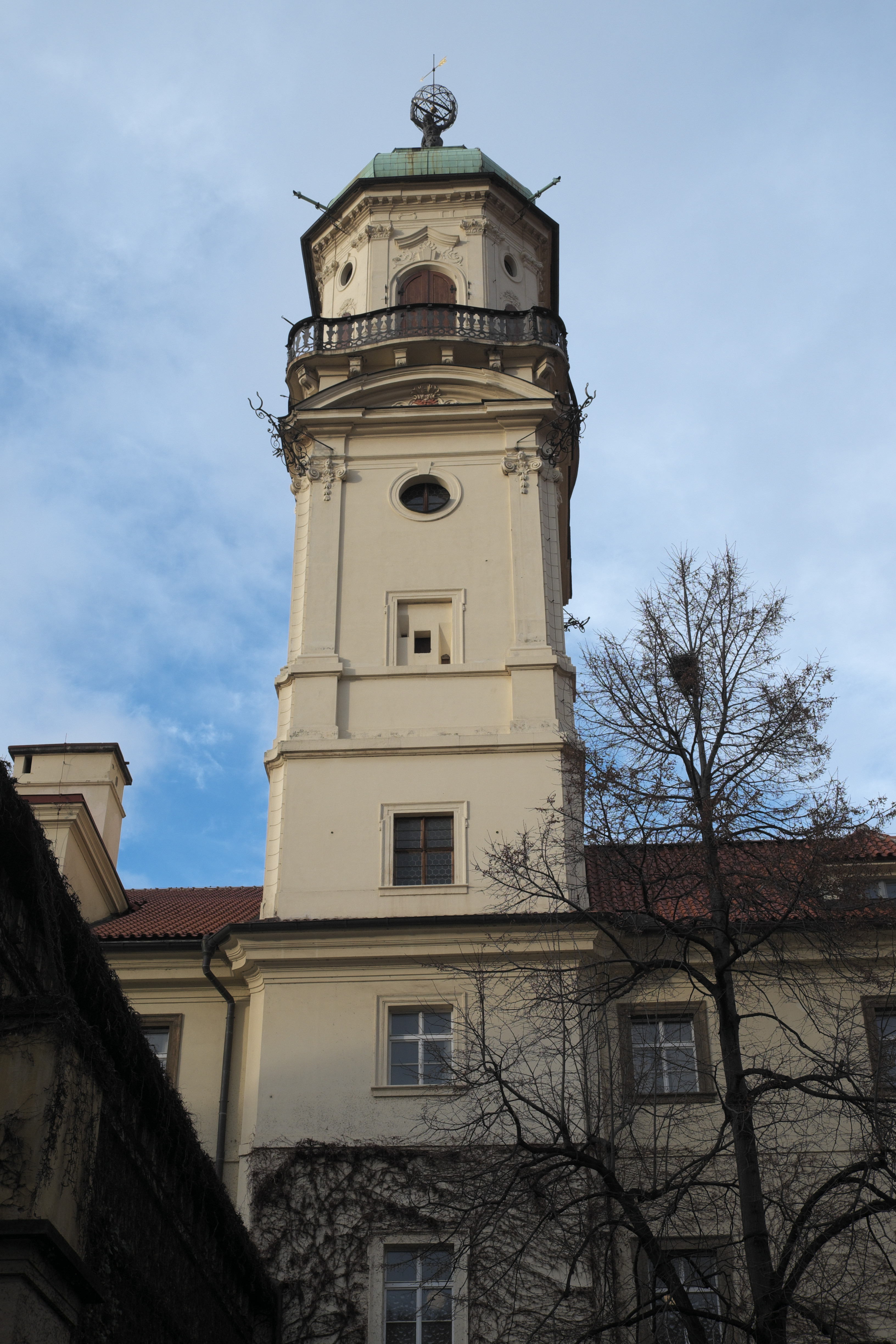
Astronomischer Turm

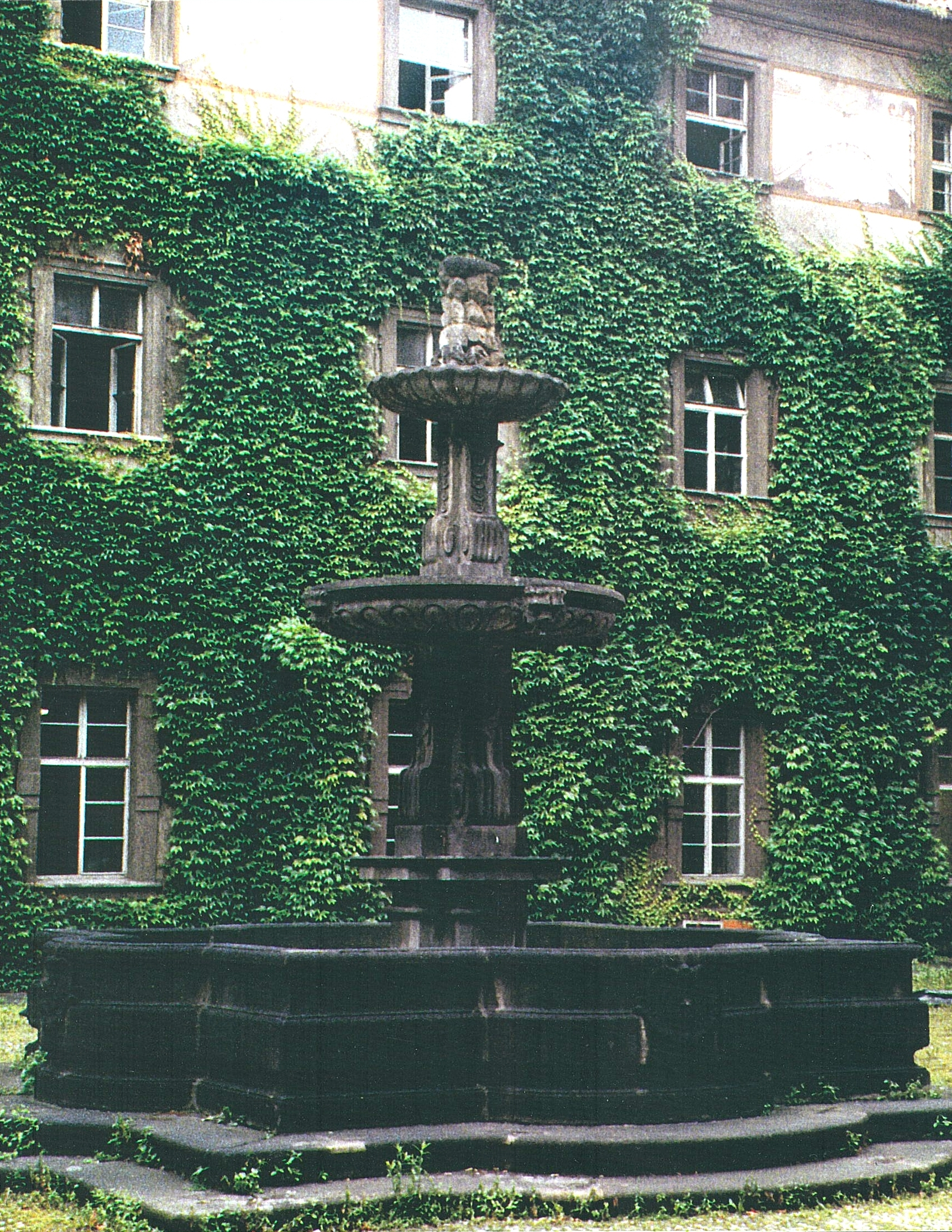
Brunnen im Rebenhof des Prager Clementinums, Francesco della Torre u. Giovanni Battista Passerini senior, 1676

Der Jesuitenorden kam auf Einladung des böhmischen Landesherrn Kaiser Ferdinand 1556 nach Prag. Er wies den Jesuiten das leer stehende ehemalige  baufällige Dominikanerkloster zu, in dem sie ein  Gymnasium als Konkurrenz zur utraquistischen Karls-Universität aufbauen sollten. Bereits 1562 erhielt dieses erweiterte Rechte, der Vergabe niederer akademischer Titel   (Akademisches Gymnasium).
In den ersten Jahrzehnten litten die Prager Jesuiten unter dauernder Finanznot. Studenten und Lehrkräfte lebten unter sehr einfachen Bedingungen in dem verfallenen Kloster. Mit dem Einsetzen der Gegenreformation in Böhmen erhielt der Orden Ende des 16. Jahrhunderts vermehrt Zuwendungen und konnte Restaurierungsarbeiten durchführen sowie erste Neubauten errichten.
1616 wurde das Clementinum zur Katholischen Universität erhoben. Nach der Schlacht am Weißen Berg 1620 übernahmen die Jesuiten auch die Leitung der Prager Karls-Universität. 1654 vereinigte Kaiser Ferdinand III. das Clementinum mit der Karls-Universität.
In den folgenden Jahrzehnten erwarben die Jesuiten etwa dreißig Grundstücke der Umgebung und errichteten dort bis 1726 den zweitgrößten Gebäudekomplex in Prag nach der Burg.
In der Sternwarte wurden vor allem Zeit- und Positionsbeobachtungen durchgeführt, seit  1752 gab es dort auch meteorologische Messungen.
1751 wurde außerdem ein Mathematikmuseum eröffnet, dessen erster Direktor Joseph Stepling war. 

## Nutzung seit 1773
Nach der Aufhebung des Jesuitenordens 1773 ging der Komplex in den Besitz der Krone über. Die österreichische Kaiserin und böhmische Königin Maria Theresia gab ihn 1781 an verschiedene Institutionen zur Nutzung.
Gymnasium
Das Akademische Gymnasium wurde wahrscheinlich zunächst von Prämonstratensern weitergeführt und bestand im Clementinum bis in die 1870er Jahre, danach an anderen Standorten.
Observatorium
Das Observatorium wurde weitergeführt, ab 1775 wurden dort tägliche Wetterbeobachtungen aufgezeichnet.
Später führte das Mathematische Museum die Arbeit an der Sternwarte fort, seit 1953 das Astronomische Institut der Akademie der Wissenschaften der ČSR.
Nationalbibliothek
Außerdem begründete die Kaiserin 1781 die Nationalbibliothek, an die die vorherigen Buchbestände übergingen.
Karlsuniversität
Teile des Gebäudes wurden an die Karls-Universität zur Nutzung übergeben.
Musikbibliothek mit Mozarteum
Das Mozarteum entstand 1837 als älteste Mozart-Gedenkstätte der Welt im Clementinum und ist ein Teil der Musikbibliothek.

## Gebäudekomplex

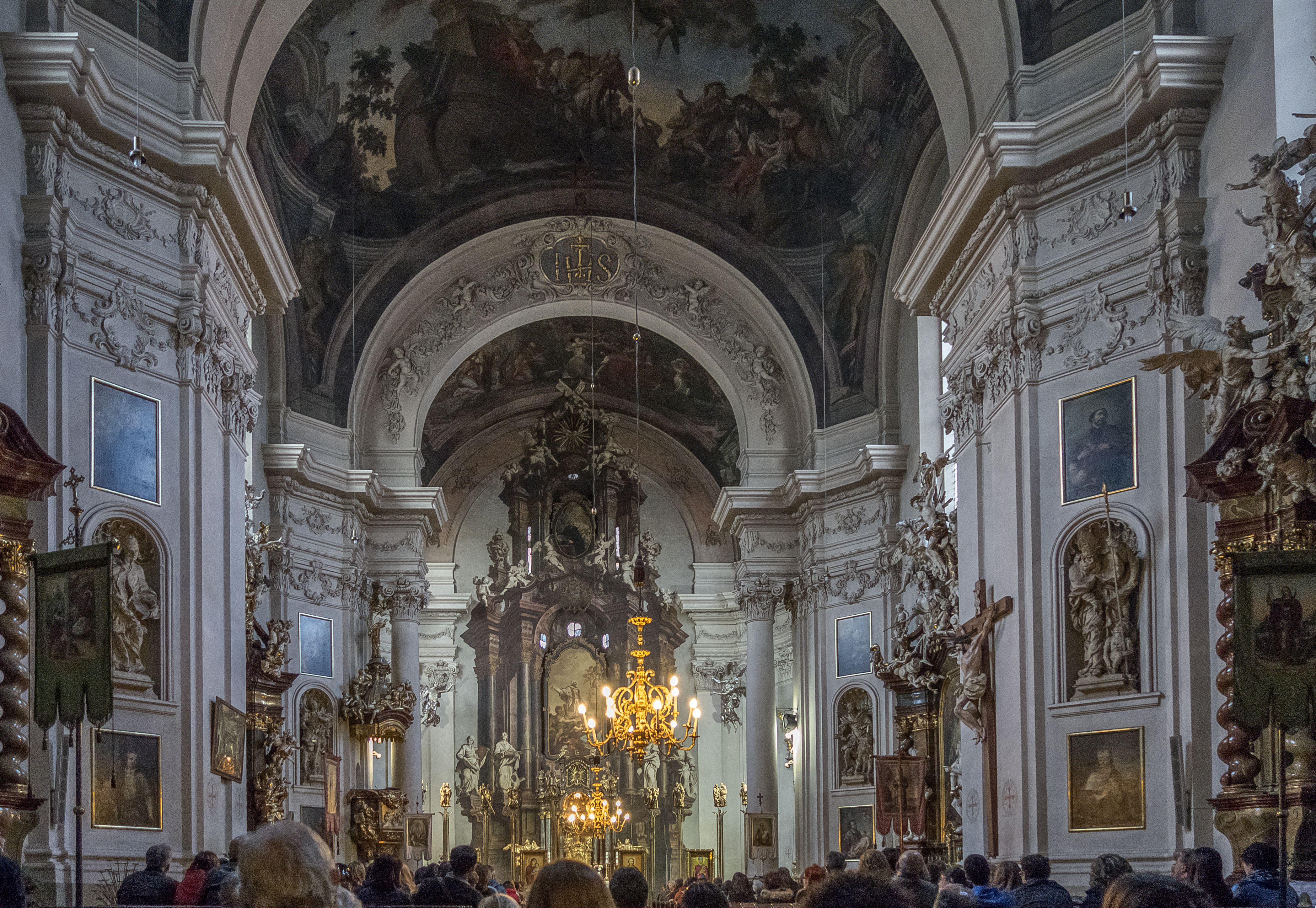
Kirche St. Klement

Der heutige Gebäudekomplex wurde von 1653 bis 1726 im Barockstil errichtet. Er ist mit etwa zwei Hektar Grundfläche der zweitgrößte in der Stadt nach der Prager Burg.
Dazu gehören die St.-Klemens-Kirche und die Salvatorkirche, sowie die Spiegelkapelle, die Kapelle Mariä Himmelfahrt, der barocke Bibliotheksaal und der Astronomische Turm, die öffentlich zugänglich sind.

## Heute
Heute ist das Clementinum Sitz der Nationalbibliothek der Tschechischen Republik. Es beherbergt außerdem das Astronomische Institut der Akademie der Wissenschaften. Aufgrund seiner durch die Hochwasser der Moldau stark gefährdeten Lage bestehen aktuell Pläne, die Nationalbibliothek auf das Letná-Plateau zu verlegen. Der Wettbewerbsentwurf von Jan Kaplicky, ein Beispiel für Blob-Architektur, steht aber noch in heftiger Diskussion.